# Dan Maloney
Dan Maloney (Barrie, Ontario, 1950. szeptember 24. – Barrie, 2018. november 19.) kanadai jégkorongozó.

## Pályafutása
1967 és 1982 között volt aktív jégkorongozó. Az NHL-ben 1970 és 1982 között játszott négy csapatban, összesen 737 alkalommal. A Chicago Black Hawks színeiben két, a Los Angeles Kingsben és a Detroit Red Wings három-három, a Toronto Maple Leafs öt idényen át játszott az NHL-ben.
1984 és 1986 között a Toronto Maple Leafs, 1986 és 1989 között a Winnipeg Jets edzője volt.